# Saison 13 de L'amour est dans le pré
La treizième saison de L'amour est dans le pré est une émission de télévision française de téléréalité, diffusée chaque semaine sur M6 du lundi 20 août 2018 au lundi 26 novembre 2018. Elle est présentée par Karine Le Marchand.
Les portraits des 14 agriculteurs participants à cette saison ont été diffusés les 15 et 22 janvier 2018.

## Production et organisation

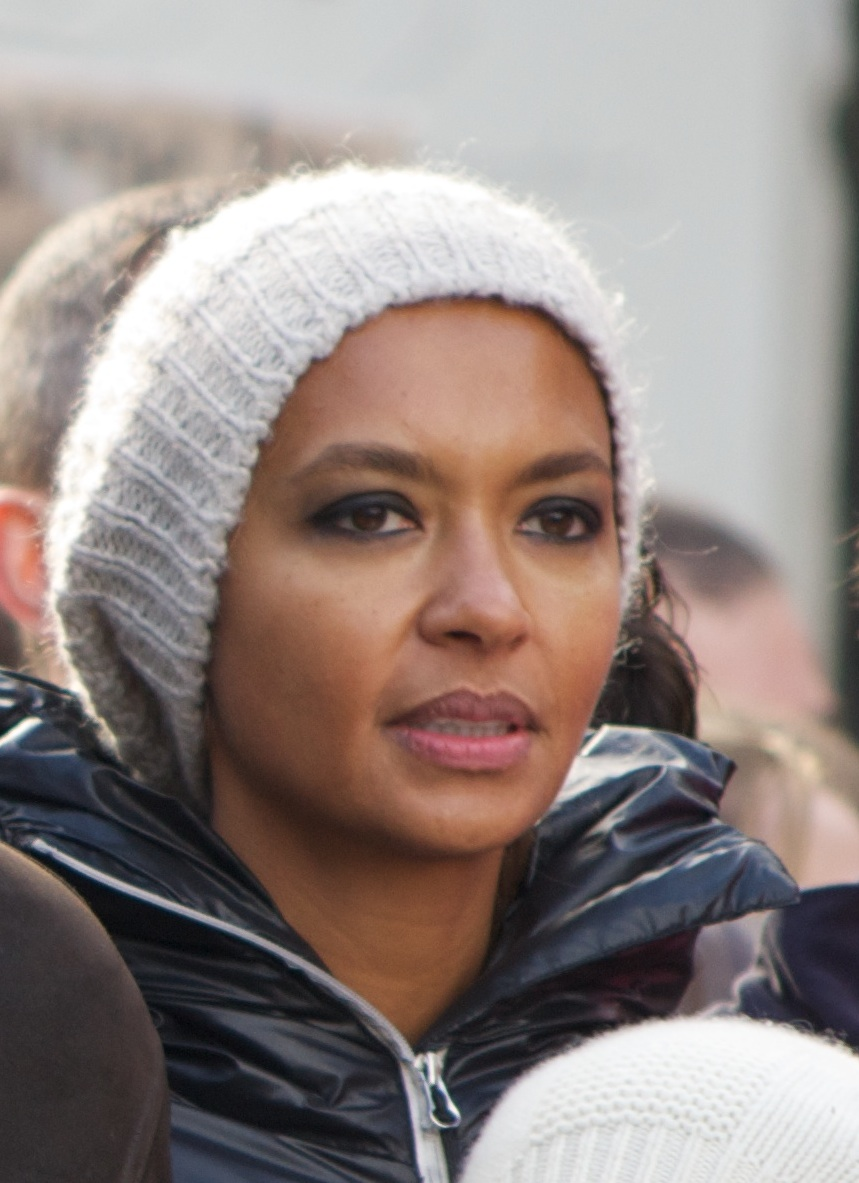
Karine Le Marchand présente l'émission.

Karine Le Marchand, présentatrice depuis la cinquième saison, l'est à nouveau pour cette édition. Elle possède aussi le rôle de voix off.
La société de production Fremantle produit, une fois de plus, cette saison.

## Participants
Ci-après, la liste des 14 participants de cette saison, :
| Participants | Participants | Profession                      | Âge    | Localisation               | Intéressé par les |
| ------------ | ------------ | ------------------------------- | ------ | -------------------------- | ----------------- |
| ♀            | Aude         | Éleveuse de vaches              | 36 ans | Bretagne                   | Hommes            |
| ♀            | Aurélia      | Gérante d'une ferme pédagogique | 36 ans | Provence-Alpes-Côte d'Azur | Hommes            |
| ♂            | Daniel       | Éleveur de vaches               | 47 ans | Normandie                  | Femmes            |
| ♂            | Émeric       | Pépiniériste et apiculteur      | 32 ans | Bretagne                   | Femmes            |
| ♂            | Éric         | Éleveur de vaches               | 51 ans | Auvergne-Rhône-Alpes       | Femmes            |
| ♂            | Guy          | Éleveur de brebis               | 57 ans | Auvergne-Rhône-Alpes       | Femmes            |
| ♂            | Jacques      | Éleveur de vaches               | 48 ans | Auvergne-Rhône-Alpes       | Femmes            |
| ♂            | Jean-Claude  | Éleveur de brebis               | 55 ans | Occitanie                  | Femmes            |
| ♂            | Patrice      | Osiériculteur                   | 50 ans | Centre-Val de Loire        | Femmes            |
| ♂            | Raoul        | Éleveur de vaches               | 36 ans | La Réunion                 | Femmes            |
| ♂            | Samuel       | Éleveur de vaches               | 40 ans | Nouvelle-Aquitaine         | Femmes            |
| ♂            | Thierry      | Éleveur de vaches               | 38 ans | Occitanie                  | Femmes            |
| ♂            | Thomas       | Ostréiculteur                   | 30 ans | Nouvelle-Aquitaine         | Hommes            |
| ♂            | Vincent      | Maraîcher et arboriculteur      | 57 ans | Auvergne-Rhône-Alpes       | Femmes            |

## Audiences et diffusion
En France, l'émission est diffusée les lundis : 15 et 22 janvier 2018 pour les portraits,, et du 20 août au 26 novembre 2018 pour le reste de la saison. Un épisode dure environ 2 h 30 (publicités incluses), soit une diffusion de 21 h 5 à 23 h 35. Il est découpé en deux parties d'1 h 15, diffusées juste en suivant.
| Épisode | Jour et horaire de diffusion          | Nombre de téléspectateurs | Part de marché (sur les 4 ans et plus) | Classement des audiences | Réf.  |
| ------- | ------------------------------------- | ------------------------- | -------------------------------------- | ------------------------ | ----- |
| 1       | Lundi 15 janvier 2018 (21:05 - 23:15) | 3 544 000                 | 17 %                                   | 2e                       | [ 6 ] |
| 2       | Lundi 22 janvier 2018 (21:05 - 23:15) | 3 592 000                 | 16,6 %                                 | 2e                       | [ 7 ] |

| Épisode et partie  | Épisode et partie  | Diffusion               | Diffusion          | Audience moyenne          | Audience moyenne                       | Classement des audiences | Réf.   |
| Épisode et partie  | Épisode et partie  | Jour                    | Horaire            | Nombre de téléspectateurs | Part de marché (sur les 4 ans et plus) | Classement des audiences | Réf.   |
| ------------------ | ------------------ | ----------------------- | ------------------ | ------------------------- | -------------------------------------- | ------------------------ | ------ |
| 1                  | 1                  | Lundi 20 août 2018      | 21:05 - 22:05      | 3 920 000                 | 19,9 %                                 | 1er                      | [ 8 ]  |
| 1                  | 2                  | Lundi 20 août 2018      | 22:05 - 23:15      | 3 790 000                 | 23,2 %                                 | 1er                      | [ 8 ]  |
| 2                  | 3                  | Lundi 27 août 2018      | 21:05 - 22:05      | 3 840 000                 | 17,1 %                                 | 2e                       | [ 9 ]  |
| 2                  | 4                  | Lundi 27 août 2018      | 22:05 - 23:15      | 3 630 000                 | 21,7 %                                 | 2e                       | [ 9 ]  |
| 3                  | 5                  | Lundi 3 septembre 2018  | 21:05 - 22:05      | 4 320 000                 | 19,6 %                                 | 1er                      | [ 10 ] |
| 3                  | 6                  | Lundi 3 septembre 2018  | 22:05 - 23:15      | 3 950 000                 | 23,4 %                                 | 1er                      | [ 10 ] |
| 4                  | 7                  | Lundi 10 septembre 2018 | 21:05 - 22:05      | 4 260 000                 | 18,6 %                                 | 2e                       | [ 11 ] |
| 4                  | 8                  | Lundi 10 septembre 2018 | 22:05 - 23:15      | 3 560 000                 | 22,1 %                                 | 2e                       | [ 11 ] |
| 5                  | 9                  | Lundi 17 septembre 2018 | 21:05 - 22:05      | 4 320 000                 | 18,9 %                                 | 1er                      | [ 12 ] |
| 5                  | 10                 | Lundi 17 septembre 2018 | 22:05 - 23:15      | 3 670 000                 | 20,3 %                                 | 1er                      | [ 12 ] |
| 6                  | 11                 | Lundi 24 septembre 2018 | 21:05 - 22:05      | 4 650 000                 | 19,4 %                                 | 1er                      | [ 13 ] |
| 6                  | 12                 | Lundi 24 septembre 2018 | 22:05 - 23:15      | 4 070 000                 | 20,2 %                                 | 1er                      | [ 13 ] |
| 7                  | 13                 | Lundi 1er octobre 2018  | 21:05 - 22:05      | 3 700 000                 | 15,2 %                                 | 2e                       | [ 14 ] |
| 7                  | 14                 | Lundi 1er octobre 2018  | 22:05 - 23:15      | 2 960 000                 | 15,4 %                                 | 2e                       | [ 14 ] |
| 8                  | 15                 | Lundi 8 octobre 2018    | 21:05 - 22:05      | 4 350 000                 | 18,5 %                                 | 2e                       | [ 15 ] |
| 8                  | 16                 | Lundi 8 octobre 2018    | 22:05 - 23:15      | 3 910 000                 | 21 %                                   | 2e                       | [ 15 ] |
| 9                  | 17                 | Lundi 15 octobre 2018   | 21:05 - 22:05      | 3 710 000                 | 15,5 %                                 | 2e                       | [ 16 ] |
| 9                  | 18                 | Lundi 15 octobre 2018   | 22:05 - 23:15      | 3 550 000                 | 19,1 %                                 | 2e                       | [ 16 ] |
| 10                 | 19                 | Lundi 22 octobre 2018   | 21:05 - 22:05      | 4 250 000                 | 17,1 %                                 | 2e                       | [ 17 ] |
| 10                 | 20                 | Lundi 22 octobre 2018   | 22:05 - 23:15      | 3 720 000                 | 18,3 %                                 | 2e                       | [ 17 ] |
| 11                 | 21                 | Lundi 29 octobre 2018   | 21:05 - 22:05      | 4 230 000                 | 17,2 %                                 | 1er                      | [ 18 ] |
| 11                 | 22                 | Lundi 29 octobre 2018   | 22:05 - 23:15      | 3 740 000                 | 19,7 %                                 | 1er                      | [ 18 ] |
| 12                 | 23                 | Lundi 5 novembre 2018   | 21:05 - 22:05      | 3 810 000                 | 15,5 %                                 | 2e                       | [ 19 ] |
| 12                 | 24                 | Lundi 5 novembre 2018   | 22:05 - 23:15      | 3 200 000                 | 16 %                                   | 2e                       | [ 19 ] |
| 13                 | 25                 | Lundi 12 novembre 2018  | 21:05 - 22:05      | 4 260 000                 | 17,9 %                                 | 1er                      | [ 20 ] |
| 13                 | 26                 | Lundi 12 novembre 2018  | 22:05 - 23:15      | 3 720 000                 | 19,3 %                                 | 1er                      | [ 20 ] |
| 14                 | 27                 | Lundi 19 novembre 2018  | 21:05 - 22:05      | 4 430 000                 | 17,9 %                                 | 1er                      | [ 21 ] |
| 14                 | 28                 | Lundi 19 novembre 2018  | 22:05 - 23:15      | 3 580 000                 | 18 %                                   | 1er                      | [ 21 ] |
| 15                 | 29                 | Lundi 26 novembre 2018  | 21:05 - 22:05      | 3 860 000                 | 15,3 %                                 | 2e                       | [ 22 ] |
| 15                 | 30                 | Lundi 26 novembre 2018  | 22:05 - 23:15      | 3 430 000                 | 16,8 %                                 | 2e                       | [ 22 ] |
|                    |                    |                         |                    |                           |                                        |                          |        |
| Bilan de la saison | Bilan de la saison | Bilan de la saison      | Bilan de la saison | 3 880 000                 | 18,6 %                                 | –                        | [ 23 ] |

Légende :
- plus hauts scores d'audiences
- plus bas scores d'audiences